# ك. د. سينغ
ك. د. سينغ (بالإنجليزية: K. D. Singh)‏ هو سياسي هندي، ولد في 21 أغسطس 1961 في الهند. حزبياً، نشط في مؤتمر ترينامول لعموم الهند ‏. وقد انتخب عضو راجيا سابها ‏ عن دائرة West Bengal ‏ وقد انضم خلال فترته النيابية  للكتلة البرلمانية مؤتمر ترينامول لعموم الهند ‏.